# サンツ・ムンジュイック
サンツ・ムンジュイック （カタルーニャ語:Sants-Montjuïc）は、スペイン、バルセロナの行政区の1つ。

## 概要
ルスピタレート・ダ・リュブラガート、アル・プラ・ダ・リョブレガート、レス・コルツ区、アシャンプラ区、シウタ・ベリャ区と接する。
現在サンツ・ムンジュイックを構成するのは、1897年にバルセロナに併合されたかつての自治体サンタ・マリア・デ・サンツであり、単にサンツと呼ばれる。

## みどころ
- カタルーニャ美術館
- エスタディ・オリンピック・リュイス・コンパニス
- モンジュイック・サーキット